# نور زمین‌لرزه
نور زلزله یک پدیده تابشی هوایی است که گزارش شده در آسمان و نزدیک به مناطق تحت فشار تکتونیک، زمین‌لرزه یا فوران آتشفشانی ظاهر می‌شود. شکاکان بر این عقیده هستند که این پدیده به درستی درک نشده و خیلی از گزارش‌های مشاهده را می‌توان به طرق دیگری توضیح داد.
البته این مطلب در هیچ مقاله علمی در دنیا ثبت نگردیده است.

## مشاهده
این نور گزارش شده که در هنگام زلزله دیده می‌شود، گرچه گزارش‌هایی وجود دارند که نور قبل و بعد از وقوع زلزله نیز قابل مشاهده است (زلزله سال ۱۹۷۵ در کالاپانا). مطابق گزارش‌ها این نورها شکلی شبیه شفق قطبی و رنگ سفید یا آبی دارند. اما گهگاهی در طیف‌های رنگی وسیعتر نیز گزارش شده‌اند. این تابندگی برای چندین ثانیه قابل دیدن است اما گزارش‌هایی از مدت طولانی‌تر تا ده دقیقه و بیشتر نیز وجود دارد. گفته‌ها در مورد فاصلهٔ قابل مشاهده تا کانون زلزله نیز متفاوت است. در زلزله ۱۹۳۰ ایدو تا فاصله ۱۱۰ کیلومتری کانون زلزله نورها قابل مشاهده بودند. در زمین‌لرزه ۲۰۰۸ سیچوان نور زلزله در فاصله ۴۰۰ کیلومتری شمال آن منطقه در تیانشوی رؤیت شده‌است. طی زمین‌لرزه ۲۰۰۳ کلیما در مکزیک، نورهای رنگارنگ در آسمان دیده شد. در زمین‌لرزه ۲۰۰۷ پرو افراد زیادی از نورهای آسمانی بالای سطح دریا فیلم گرفتند. این پدیده همچنین طی زمین‌لرزه ۲۰۰۹ لاکوئیلا و زمین‌لرزه ۲۰۱۰ شیلی مشاهده و به تصویر کشیده شد. کلیپ‌های ویدئویی مشابهی نیز از آتشفشان ساکوراجیما ژاپن در ۹ آوریل ۲۰۱۱ به ثبت رسیده‌است. همچنین در زمان زلزله آموری در نیوزیلند که در ۱ سپتامبر ۱۸۸۸ به وقوع پیوست این پدیده گزارش شده‌است. نورهای آسمانی در صبح روز ۱ سپتامبر در ریفتون و دوباره در ۸ سپتامبر دیده شدند. مشاهدات اخیر از این پدیده همراه با کلیپ‌های ویدئویی در سونومای کالیفرنیا در ۲۴ اوت ۲۰۱۴ و ولینگتون نیوزیلند در ۱۴ نوامبر ۲۰۱۶ درخش نوری آبی رنگ مانند آذرخش در آسمان شب را نشان می‌داد که در بسیاری از ویدئوها ثبت شده‌است. در ۸ سپتامبر ۲۰۱۷ بسیاری از مردم در مکزیکوسیتی بعد از زمین‌لرزه ۸٫۲ ریشتری که کانون آن ۷۴۰ کیلومتر دورتر نزدیک پیجیجاپان در ایالت چیاپاس بود چنین مشاهداتی داشتند.
نور زلزله به نظر می‌آید در هنگام زلزله‌های قوی با درجه بالای ۵ در مقیاس ریشتر ظاهر می‌شود. همچنین نورهای زرد و توپی شکل در پیش از وقوع زلزله نیز دیده شده‌است.آخرین پدیده نور زمین لرزه مربوط به زمین لرزه شهر آکوپولکو کشور مکزیک با قدرت 7/۱ ریشتر می باشد.
همچنین آخرین مشاهده زمین‌لرزه ۱۳۹۶ ایران - عراق به بزرگی ۷٫۳ در مقیاس بزرگای گشتاوری شامگاه یکشنبه ۲۱ آبان ۱۳۹۶ در نزدیکی ازگله، استان کرمانشاه در نزدیکی مرز ایران و عراق در ۳۲ کیلومتری جنوب غربی شهر حلبچه عراق ایران رخ داد به وقوع پیوسته است.
https://fa.m.wikipedia.org/wiki/زمین‌لرزه_۱۳۹۶_ازگله

## انواع
نور زمین‌لرزه به دو دسته برحسب زمان وقوع آن طبقه‌بندی می‌شود: (۱) نور پیش‌لرزه که عموماً چند ثانیه تا چند هفته پیش از زمین‌لرزه و نزدیک به کانون زمین‌لرزه ظاهر می‌شود و (۲) نور هم‌لرزه که یا نزدیک کانون پیش می‌آید (استرس ناشی از زمین‌لرزه) یا در فاصله خیلی دورتر از کانون طی گذر امواج زمین‌لرزشی به ویژه طی گذر امواج S (استرس ناشی از امواج)
به نظر می‌آید نور زلزله در پس‌لرزه‌های با درجه پایینتر نادر باشد.

## نظریات مختلف
پژوهش دربارهٔ نور زلزله همچنان در جریان است؛ در نتیجه مکانیزم‌های مختلفی پیشنهاد شده‌است. «سوراخهای مثبت» یکی از این مدل‌های پیشنهادی است.
بعضی مدل‌ها می‌گویند که نور زلزله با یونیزاسیون اکسیژن به آنیون بواسطه گسست باندهای پراکسی در بعضی از سنگ‌ها (دولومیت، ریولیت، ...) و در اثر فشار خیلی زیاد، پیش از زلزله و در زمان وقوع آن، ایجاد می‌شود. بعد از یونیزاسیون، یون‌ها از شکاف سنگ‌ها به سمت بالا حرکت می‌کنند. وقتی به اتمسفر می‌رسند این یون‌ها می‌توانند توده‌های هوا را یونیزه کنند که پلاسما تشکیل داده و از خود نور ساطع می‌کند. تجربیات آزمایشگاهی تأیید می‌کند بعضی از سنگ‌ها بعد از اعمال فشار زیاد، اکسیژن داخل خود را یونیزه می‌کنند. پژوهش دراین باره می‌گوید که زاویه گسل در احتمال ایجاد نور زلزله تأثیر دارد و گسل‌های شبه‌عمودی در محیطهای کافتی بیشترین احتمال وقوع نور زلزله را دارد.
یک انگاره احتمال می‌دهد که در اثر تکان‌های تکتونیک سنگ‌های کوارتز، میدان‌های الکتریکی قوی پیزوالکتریک ایجاد می‌شود.
نظریه دیگری احتمال بهم ریختن محلی میدان مغناطیسی زمین و/یا یونوسفر در منطقه فشار تکتونیک را مطرح می‌کند که سبب فروغ مشاهده شده می‌شود. این فروغ یا اثر تجمیع تابشی یونوسفر در ارتفاعات کم و فشار بالای اتمسفر است یا به صورت شفق قطبی است. اما این اثر در تمام حوادث زمین‌لرزشی به وجود نمی‌آید و نیاز به راستی‌آزماییِ تجربیِ مستقیم دارد.
طی گردهمایی سال ۲۰۱۴ جامعه فیزیک آمریکا پژوهشی مطرح شد که توضیح محتملی برای نورهای زلزله است. بر پایه این پژوهش وقتی دو لایه از یک ماده به هم ساییده می‌شود، ولتاژ تولید می‌شود. پروفسور تروی شینبرات از دانشگاه راتگرز، آزمایش‌هایی با انواع دانه‌ها انجام داد تا پوستهٔ زمین را هنگام زلزله شبیه‌سازی کند. «وقتی دانه‌ها شکافته شدند، جهشی در ولتاژ اندازه‌گیری شد، و وقتی شکاف بسته شد، جهش منفی شد.» این شکاف، ولتاژ را در هوا تخلیه کرده و هوا را از الکتریسیته باردار می‌کند که به صورت نور برق نشان داده می‌شود.
طبق این پژوهش، آن‌ها موفق شدند جهش ولتاژ را همواره و با هر ماده‌ای که تست کردند به وجود آورند. در حالیکه دلیل این مشاهده را اعلام نکردند، پروفسور شینبرات این نور را به پدیده سوده‌تابی ارجاع داد. پژوهشگران امیدوارند با کشف حقایق مربوط به این پدیده به لرزه‌شناسان کمک کنند تا زلزله‌ها را بهتر پیش‌بینی کنند.

## انتقادات
طبق اظهارات برایان دانینگ، پژوهشگران باید نگران این واقعیت باشند که «مشاهدات مستند» از نور زلزله وجود ندارد. این خط قرمز است وقتی که هیچگونه همگرایی دربارهٔ چیستی، زمان و مکان این واقعه وجود ندارد. احتمالاً «هیچ پدیدهٔ مشخص و اثبات‌شده‌ای وجود ندارد». اما بعد از آمدن سایتهایی مانند یوتیوب حجم زیادی از ویدئوها دربارهٔ این پدیده ظاهر شده‌است — یک نمونه زلزله ۲۰۱۷ مکزیک است — اگرچه هیچ توضیح قانع کننده‌ای وجود ندارد. همچنین «حجم بسیار زیادی از مقالات وجود دارد که به ندرت باهم اتفاق نظر دارند… من از خود می‌پرسم چند نفر از این پژوهشگران با امر مطلق هایمن آشنا هستند: "هیچگاه چیزی را توضیح ندهید تا وقتی مطمئن شوید چیزی برای توضیح دادن وجود دارد"». دانینگ در آخر نتیجه می‌گیرد تا زمانی که «شواهد متقن» وجود ندارد دربارهٔ ادعاهای نور زلزله تردید داشته باشید.
رابرت شیفر می‌نویسد که او تعجب می‌کند چقدر شکاکان و نویسندگان مقالات علمی نور زلزله را به عنوان پدیده‌ای حقیقی پذیرفته‌اند، بدون آنکه منابع ادعا را بررسی کنند یا خود دربارهٔ آن تحقیق کنند. شیفر در وبلاگ خود Bad UFO نمونه‌هایی را نشان می‌دهد که مردم ادعا می‌کنند نور زلزله است اما در واقع ابرهای رنگینست (iridescent clouds) هستند. او می‌گوید «واقعاً جالب است که نورهای زلزله چقدر تغییرپذیر هستند. گاهی شبیه گویهای کوچک هستند که از کوه بالا می‌روند. گاهی شبیه نور آذرخش هستند. گاهی دیگر دقیقاً شبیه ابرهای رنگینست هستند. نور زلزله می‌تواند شبیه هرچیزی باشد مخصوصاً زمانی که مشغول جمع‌آوری مدارک دربارهٔ آنید.»
شارون هیل می‌نویسد که دانش در حیطهٔ نور زلزله وارد نشده‌است و پژوهش‌های کافی وجود ندارد. او می‌گوید همهٔ زلزله‌ها شبیه هم نیستند و ممکن است گسل‌های «کششی» و «پِرِسی» رفتارهای متفاوتی در سطح و زیر سطح داشته باشند. او درک می‌کند که چرا شکاکان رغبتی به پذیرش نور زلزله ندارند «زیرا توضیحات داده شده ناکافی، نامطمئن و تکرارناپذیر است». همچنین ممکن است «زلزله‌های قوی سیمهای برق را پاره کند و سبب انفجار ترانسفورماتورها و به تبع آن درخشش شود». هرچه پژوهش بیشتری دربارهٔ سیگنال‌های الکتریکی زمین‌لرزه بشود ما درک بهتری از این پدیده خواهیم داشت.